# Fellen
Fellen là một đô thị thuộc huyện Main-Spessart, bang Bayern, Đức trong Regierungsbezirk Lower Franconia (Unterfranken) bang Bayern, Đức và thuộc Verwaltungsgemeinschaft (Cộng đồng hành chính) Burgsinn.
Đô thị này có các khu vực: Fellen, Rengersbrunn, Wohnrod và Neuhof.